# Campeonato Mundial de Esportes Aquáticos de 2013
O Campeonato Mundial de Esportes Aquáticos de 2013 é a décima quinta edição do Campeonato Mundial de Esportes Aquáticos que foi realizado em Barcelona, na Catalunha, Espanha, entre 19 de julho e 4 de agosto de 2013.
O torneio foi originalmente designado para ocorrer em Dubai, Emirados Árabes Unidos, mas Dubai desistiu de sediar a competição em março de 2010. A FINA refez a seleção do local e Barcelona foi escolhida como sede em 26 de setembro de 2010.

## Processo de candidatura
A FINA anunciou no dia 4 de novembro que sete cidades lançaram candidaturas para sediar o torneio.
- Belgrado,Sérvia
- Budapeste/Balatofüred, Hungria
- Dubai, Emirados Árabes Unidos
- Hamburgo, Alemanha
- Hong Kong
- Madrid, Espanha
- Moscou, Rússia

No dia 3 de março de 2009, as candidaturas de Moscou, Dubai e Hamburgo foram declaradas as finalistas do processo de candidatura.

## Calendário
| ● | Cerimônia de abertura | ● | Competições | ● | Finais de competições | ● | Cerimônia de encerramento |

| Julho                    | 19 | 20 | 21 | 22 | 23 | 24 | 25 | 26 | 27 | 28 | 29 | 30 | 31 | 01 | 02 | 03 | 04 | T  |
| ------------------------ | -- | -- | -- | -- | -- | -- | -- | -- | -- | -- | -- | -- | -- | -- | -- | -- | -- | -- |
| Cerimônias               | ●  |    |    |    |    |    |    |    |    |    |    |    |    |    |    |    | ●  |    |
| Maratona aquática        |    | 2  |    | 1  | 1  |    | 1  |    | 2  |    |    |    |    |    |    |    |    | 7  |
| Salto em grandes alturas |    |    |    |    |    |    |    |    |    |    | ●  | 1  | 1  |    |    |    |    | 2  |
| Nado sincronizado        |    | 1  | 1  | 1  | ●  | 1  | 1  | 1  | 1  |    |    |    |    |    |    |    |    | 7  |
| Natação                  |    |    |    |    |    |    |    |    |    | 4  | 4  | 5  | 4  | 5  | 5  | 5  | 8  | 40 |
| Polo aquático            |    |    | ●  | ●  | ●  | ●  | ●  | ●  | ●  | ●  | ●  | ●  | ●  | ●  | 1  | 1  |    | 2  |
| Saltos ornamentais       |    | 1  | 1  | 2  | 2  | ●  | 1  | 1  | 1  | 1  |    |    |    |    |    |    |    | 10 |
| Finais                   | 0  | 4  | 2  | 4  | 3  | 1  | 3  | 2  | 4  | 5  | 4  | 6  | 5  | 5  | 6  | 6  | 8  | 68 |

## Quadro de medalhas
País sede destacado.
| Ordem | País              | Ouro | Prata | Bronze |     |
| 1     | Estados Unidos    | 15   | 10    | 9      | 34  |
| 2     | China             | 14   | 8     | 4      | 26  |
| 3     | Rússia            | 9    | 6     | 4      | 19  |
| 4     | França            | 4    | 1     | 4      | 9   |
| 5     | Hungria           | 4    | 1     | 2      | 7   |
| 6     | Austrália         | 3    | 11    |        | 14  |
| 7     | Alemanha          | 3    | 3     | 4      | 10  |
| 8     | Brasil            | 3    | 2     | 5      | 10  |
| 9     | África do Sul     | 3    | 1     | 1      | 5   |
| 10    | Espanha           | 1    | 6     | 5      | 11  |
| 11    | Itália            | 1    | 3     | 1      | 5   |
| 12    | Dinamarca         | 1    | 3     |        | 4   |
| 13    | Japão             | 1    | 2     | 3      | 6   |
| 14    | Suécia            | 1    | 1     |        | 2   |
| 15    | Lituânia          | 1    | 1     |        | 2   |
| 16    | Grécia            | 1    | 1     |        | 2   |
| 17    | Países Baixos     | 1    |       | 3      | 4   |
| 18    | Tunísia           | 1    |       | 1      | 2   |
| 19    | Colômbia          | 1    |       |        | 1   |
| 20    | Canadá            |      | 3     | 4      | 7   |
| 21    | Polónia           |      | 2     | 1      | 3   |
| 22    | Ucrânia           |      | 1     | 4      | 5   |
| 23    | Grã-Bretanha      |      | 1     | 1      | 2   |
| 24    | Bélgica           |      | 1     |        | 1   |
| 25    | Montenegro        |      | 1     |        | 1   |
| 26    | México            |      |       | 4      | 4   |
| 27    | Nova Zelândia     |      |       | 3      | 3   |
| 28    | Malásia           |      |       | 1      | 1   |
| 29    | Finlândia         |      |       | 1      | 1   |
| 30    | Trindade e Tobago |      |       | 1      | 1   |
| 31    | Croácia           |      |       | 1      | 1   |
| TOTAL | TOTAL             | 66   | 66    | 66     | 198 |